# Lijst van personen overleden in februari 2014
Dit is een lijst van bekende personen die zijn overleden in februari 2014.

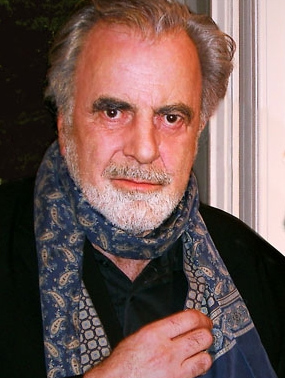
Maximilian Schell
1 februari

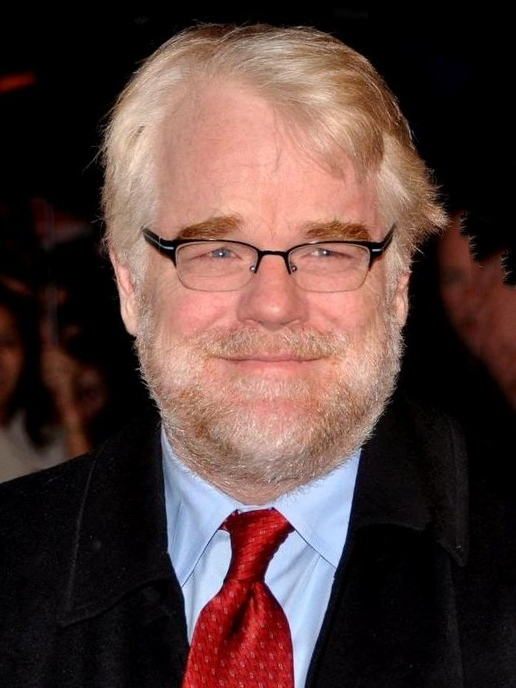
Philip Seymour Hoffman
2 februari

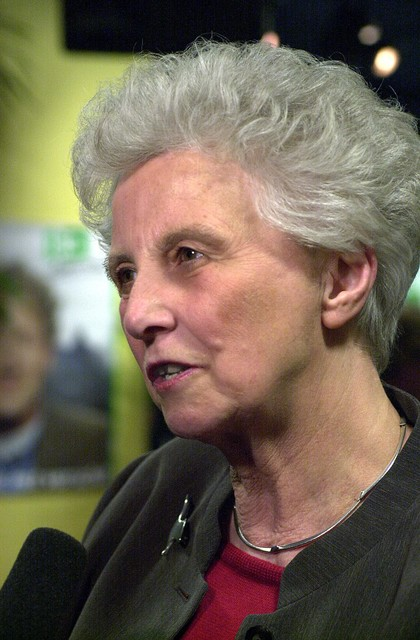
Els Borst
8 februari

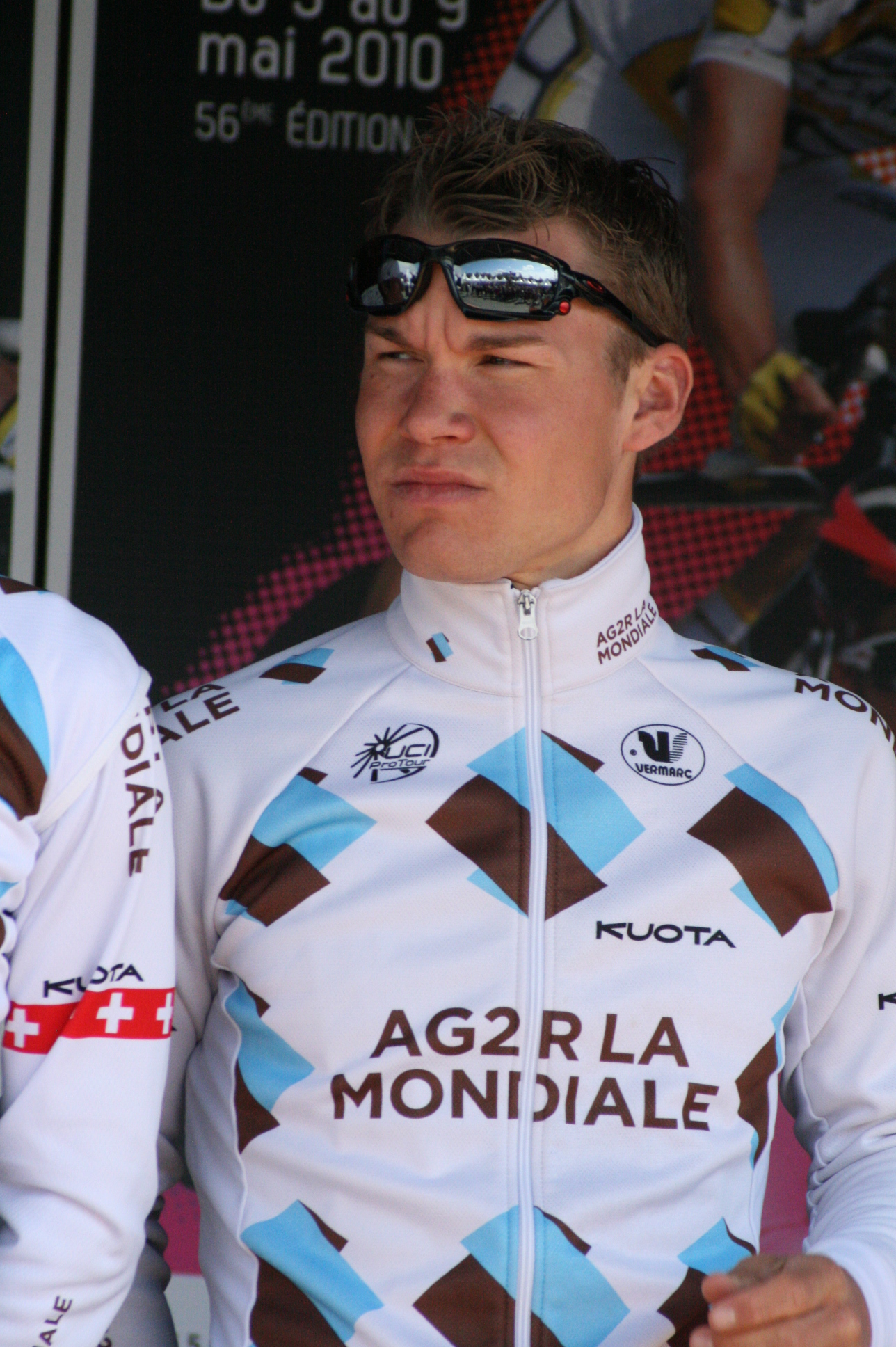
Kristof Goddaert
18 februari

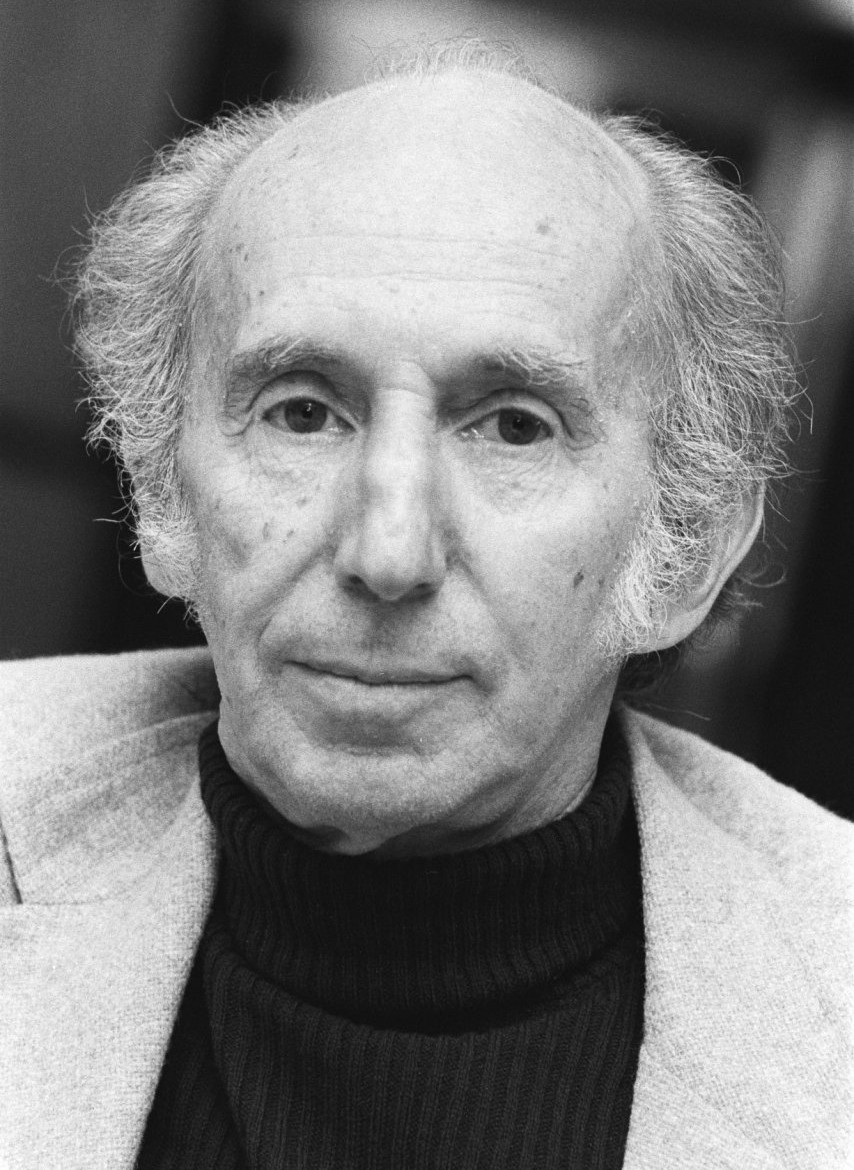
Leo Vroman
22 februari

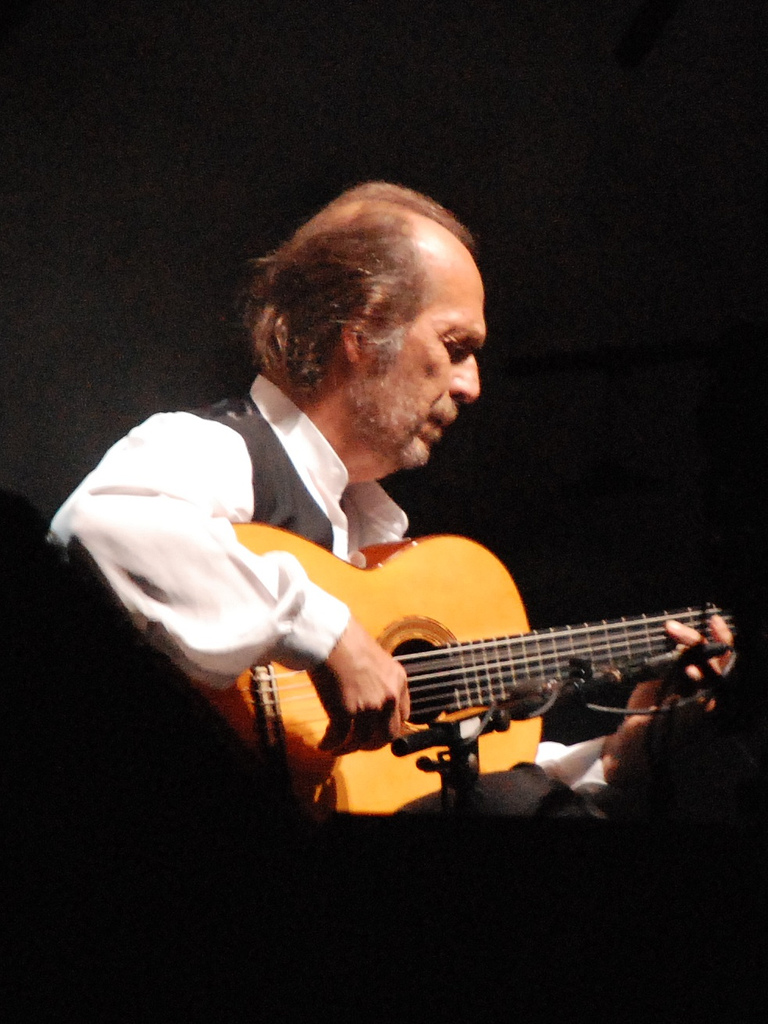
Paco de Lucía
25 februari

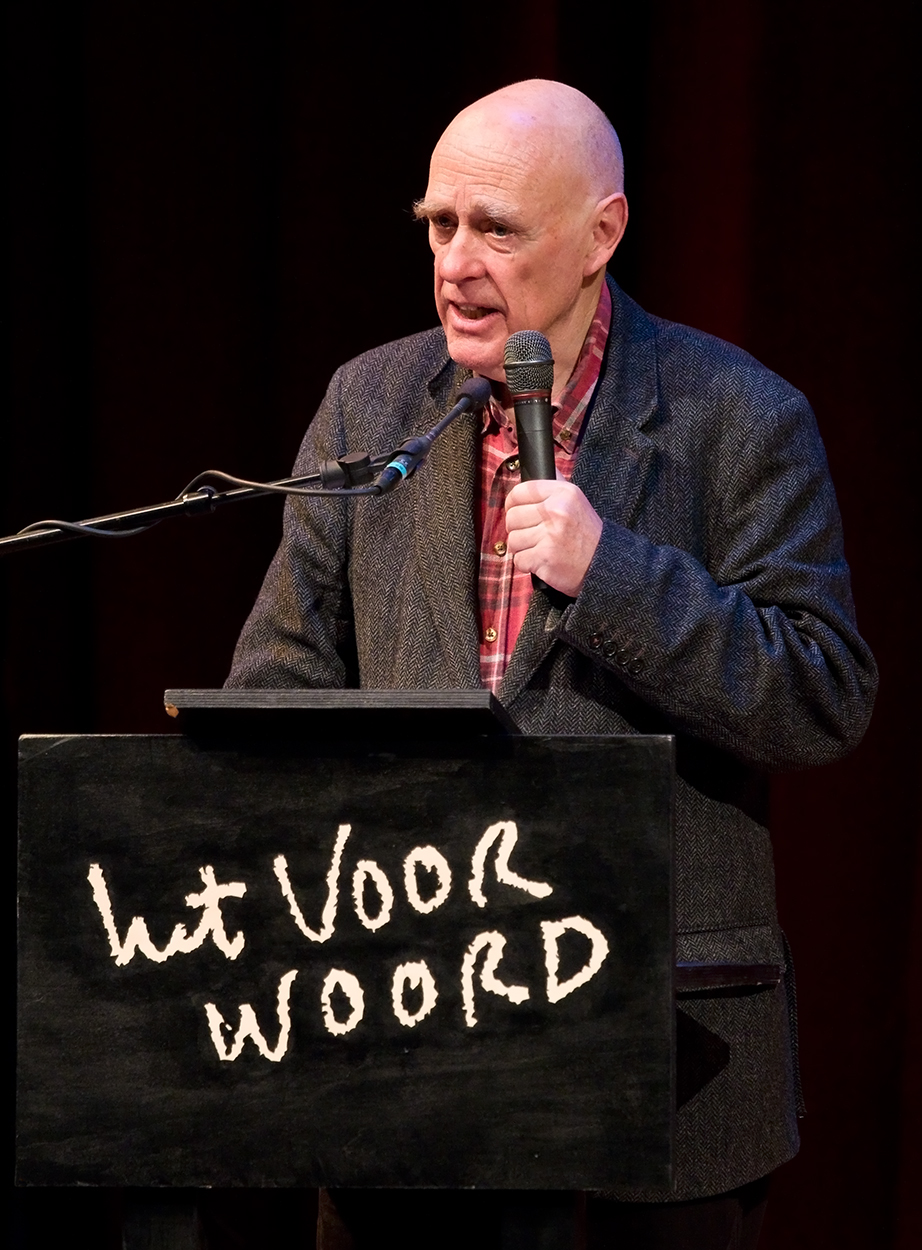
Hugo Brandt Corstius
28 februari

| 1 | 2 | 3 | 4 | 5 | 6 | 7 | 8 | 9 | 10 | 11 | 12 | 13 | 14 | 15 | 16 | 17 | 18 | 19 | 20 | 21 | 22 | 23 | 24 | 25 | 26 | 27 | 28 |
| - | - | - | - | - | - | - | - | - | -- | -- | -- | -- | -- | -- | -- | -- | -- | -- | -- | -- | -- | -- | -- | -- | -- | -- | -- |

### 1 februari
- Luis Aragonés (75), Spaans voetballer en voetbaltrainer[1]
- Tony Hateley (72), Engels voetballer[2]
- Meine Pit (82), Nederlands politicus[3]
- Dave Power (85), Australisch atleet[4]
- Maximilian Schell (83), Oostenrijks acteur[5]

### 2 februari
- Philip Seymour Hoffman (46), Amerikaans acteur[6]

### 3 februari
- Louise Brough (90), Amerikaans tennisspeelster[7]
- Richard Bull (89), Amerikaans acteur[8]
- Nel Garritsen (80), Nederlands zwemster[9]

### 4 februari
- Peter de Leeuwe (66), Nederlands drummer[10]
- Minus Polak (85), Nederlands advocaat, politicus en bestuurder[11]

### 5 februari
- Robert Dahl (98), Amerikaans politicoloog[12]

### 6 februari
- Vaçe Zela (74), Albanees zangeres[13]

### 7 februari
- Ernie Lyons (99), Iers motorcoureur[14]

### 8 februari
- Ernst Bakker (67), Nederlands politicus en burgemeester[15]
- Els Borst (81), Nederlands politica[16]
- Philippe Mahut (57), Frans voetballer[17]
- Maicon Pereira de Oliveira (25), Braziliaans voetballer[18]

### 9 februari
- Gabriel Axel (95), Deens filmregisseur[19]
- Jan Boer (69), Nederlands cultureel ondernemer[20]
- Jan Groenendijk (67), Nederlands voetballer[21]

### 10 februari
- Stuart Hall (82), Brits socioloog[22]
- Gordon Harris (73), Brits voetballer[23]
- Shirley Temple (85), Amerikaans actrice en diplomaat[24]

### 11 februari
- Alice Babs (90), Zweeds zangeres en actrice[25]
- Seán Potts (83), Iers muzikant[26]

### 12 februari
- Sid Caesar (91), Amerikaans komiek en acteur[27]
- Josef Röhrig (88), Duits voetballer[28]

### 13 februari
- Piero D'Inzeo (90), Italiaans springruiter[29]
- Richard Møller Nielsen (76), Deens voetballer en voetbaltrainer[30]
- Ralph Waite (85), Amerikaans acteur[31]

### 14 februari
- Tom Finney (91), Engels voetballer[32]
- John Henson (48), Amerikaans poppenspeler[33]
- Ferry Hoogendijk (80), Nederlands journalist en politicus[34]

### 18 februari
- Kresten Bjerre (67), Deens voetballer[35]
- Johan Bruins Slot (68), Nederlands politicus[36]
- Nelson Frazier Jr. (43), Amerikaans worstelaar[37]
- Kristof Goddaert (27), Belgisch wielrenner[38]
- Youm Jung-hwan (28), Zuid-Koreaans wielrenner[39]

### 19 februari
- Norbert Beuls (57), Belgisch voetballer[40]
- Valeri Koebasov (79), Russisch kosmonaut[41]

### 21 februari
- Georgette Rejewski (104), Belgisch-Nederlands actrice en logopediste[42]

### 22 februari
- Ferdinand De Bondt (90), Belgisch politicus[43]
- Leo Vroman (98), Nederlands-Amerikaans dichter, bioloog en hematoloog[44]

### 23 februari
- Alice Herz-Sommer (110), Tsjechisch pianiste en oudste overlevende van de Holocaust[45]

### 24 februari
- Harold Ramis (69), Amerikaans acteur, regisseur en schrijver[46]

### 25 februari
- Pim Bekkering (82), Nederlands voetbaldoelman[47]
- Mário Coluna (78), Mozambikaans-Portugees voetballer[48]
- Paco de Lucía (66), Spaans flamencogitarist en -componist[49]

### 26 februari
- Sorel Etrog (80), Roemeens-Canadees beeldhouwer en schrijver[50]
- Gordon Nutt (81), Brits voetballer[51]

### 27 februari
- Jan Hoet (77), Belgisch curator en kunstkenner[52]
- Richard Sacher (71), Tsjechisch politicus[53]

### 28 februari
- Hugo Brandt Corstius (78), Nederlands schrijver en wetenschapper[54]
- Jef Dorpmans (88), Nederlands voetbalscheidsrechter[55]

1900 ·
1901 ·
1902 ·
1903 ·
1904 ·
1905 ·
1906 ·
1907 ·
1908 ·
1909 ·
1910 ·
1911 ·
1912 ·
1913 ·
1914 ·
1915 ·
1916 ·
1917 ·
1918 ·
1919 ·
1920 ·
1921 ·
1922 ·
1923 ·
1924 ·
1925 ·
1926 ·
1927 ·
1928 ·
1929 ·
1930 ·
1931 ·
1932 ·
1933 ·
1934 ·
1935 ·
1936 ·
1937 ·
1938 ·
1939 ·
1940 ·
1941 ·
1942 ·
1943 ·
1944 ·
1945 ·
1946 ·
1947 ·
1948 ·
1949 ·
1950 ·
1951 ·
1952 ·
1953 ·
1954 ·
1955 ·
1956 ·
1957 ·
1958 ·
1959 ·
1960 ·
1961 ·
1962 ·
1963 ·
1964 ·
1965 ·
1966 ·
1967 ·
1968 ·
1969 ·
1970 ·
1971 ·
1972 ·
1973 ·
1974 ·
1975 ·
1976 ·
1977 ·
1978 ·
1979 ·
1980 ·
1981 ·
1982 ·
1983 ·
1984 ·
1985 ·
1986 ·
1987 ·
1988 ·
1989 ·
1990 ·
1991 ·
1992 ·
1993 ·
1994 ·
1995 ·
1996 ·
1997 ·
1998 ·
1999 ·
2000 ·
2001 ·
2002 ·
2003 ·
2004 ·
2005 ·
2006 ·
2007 ·
2008 ·
2009 ·
2010 ·
2011 ·
2012 ·
2013 ·
2014 ·
2015 ·
2016 ·
2017 ·
2018 ·
2019 ·
2020 ·
2021 ·
2022 ·
2023 ·
2024 ·
2025